# Tornike Kirkitadze
Tornike Kirkitadze (Tiflis, 23 de julio de 1996) es un futbolista georgiano que juega de centrocampista en el FC Lokomotivi Tbilisi de la Erovnuli Liga.

## Carrera deportiva
Kirkitadze comenzó su carrera deportiva en 2016, en el FC Chikhura Sachkhere, al que llegó cedido por el Dinamo Tbilisi.
En 2017 abandonó definitivamente el Dinamo Tbilisi, después de no haber contado con oportunidades en el club capitalino. En ese año, fichó por el Sioni Bolnisi, en el que estuvo sólo medio año, fichando por el FC Rustavi.
Tras dos temporadas en el Rustavi, fichó en 2019 por el FC Lokomotivi Tbilisi, con el que disputó la primera ronda de clasificación de la Europa League 2020-21 frente al Universitatea Craiova, que terminó con victoria por 2-1 para los georgianos. En la segunda ronda consiguieron vencer, también, al Dinamo de Moscú, logrando el pase a la tercera ronda clasificatoria de la competición, donde cayeron frente al Granada C. F.

## Carrera internacional
Kirkitadze fue internacional sub-21 con la selección de fútbol de Georgia.

## Clubes
| Club                           | País    | Año         |
| ------------------------------ | ------- | ----------- |
| Dinamo Tbilisi                 | Georgia | 2016 - 2017 |
| FC Chikhura Sachkhere (cedido) | Georgia | 2016        |
| Sioni Bolnisi                  | Georgia | 2017        |
| FC Rustavi                     | Georgia | 2017 - 2019 |
| FC Lokomotivi Tbilisi          | Georgia | 2019 - Act. |